# Mosnay
Mosnay ist eine französische Gemeinde mit 463 Einwohnern (Stand: 1. Januar 2022) im Département Indre in der Region Centre-Val de Loire; sie gehört zum Arrondissement Châteauroux und zum Kanton Argenton-sur-Creuse. Die Einwohner werden Mosnaciens genannt.

## Geographie
Mosnay liegt etwa 26 Kilometer südsüdwestlich von Châteauroux. 
Nachbargemeinden von Mosnay sind Velles im Norden, Bouesse im Osten, Maillet im Südosten, Malicornay im Süden, Le Pêcherau im Süden und Südwesten sowie Tendu im Westen.

## Bevölkerungsentwicklung
| Jahr                      | 1962 | 1968 | 1975 | 1982 | 1990 | 1999 | 2006 | 2013 |
| Einwohner                 | 498  | 435  | 416  | 429  | 443  | 439  | 461  | 483  |
| Quelle: Cassini und INSEE |      |      |      |      |      |      |      |      |

## Sehenswürdigkeiten

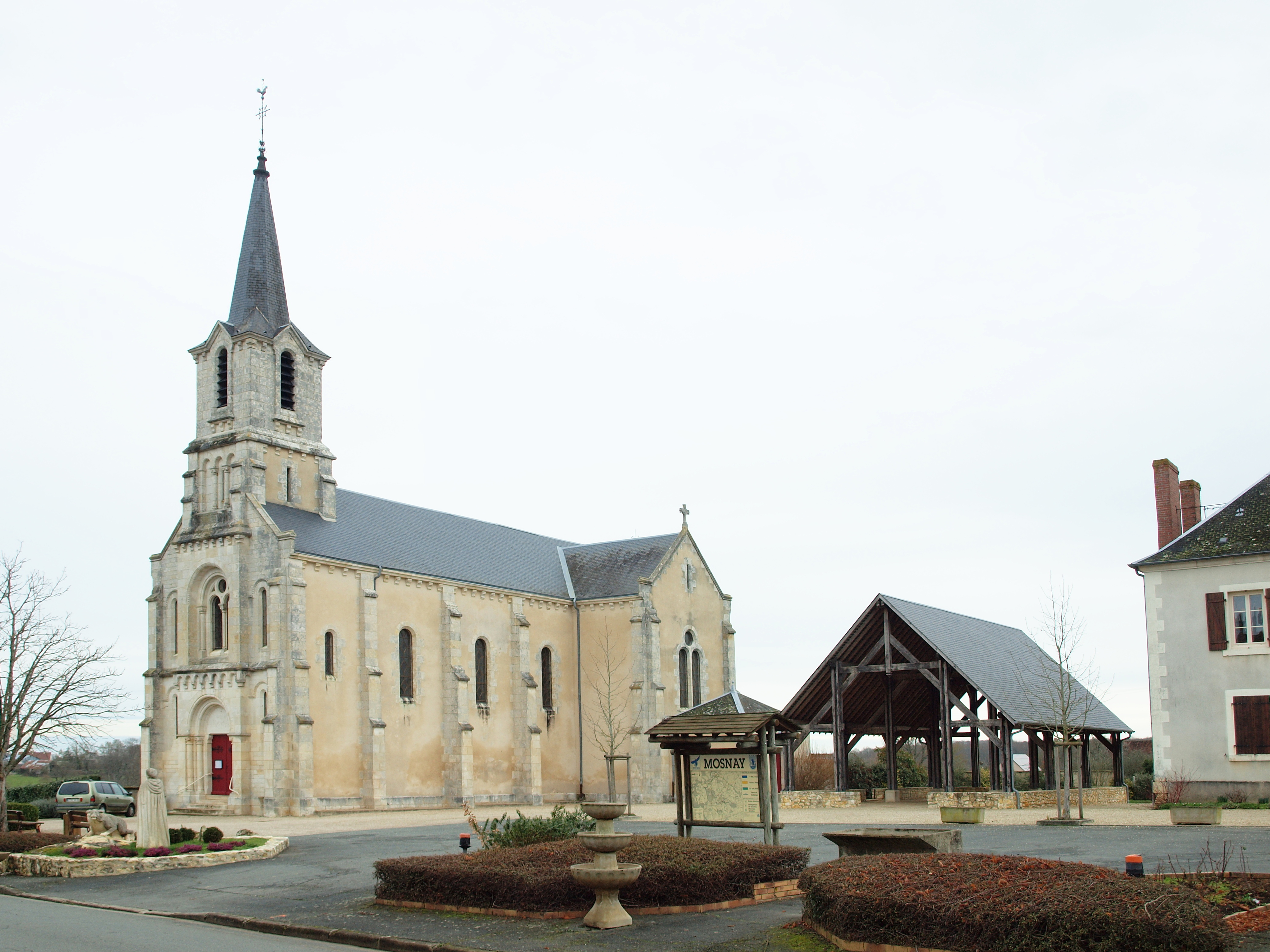
Kirche Saint-Paxent
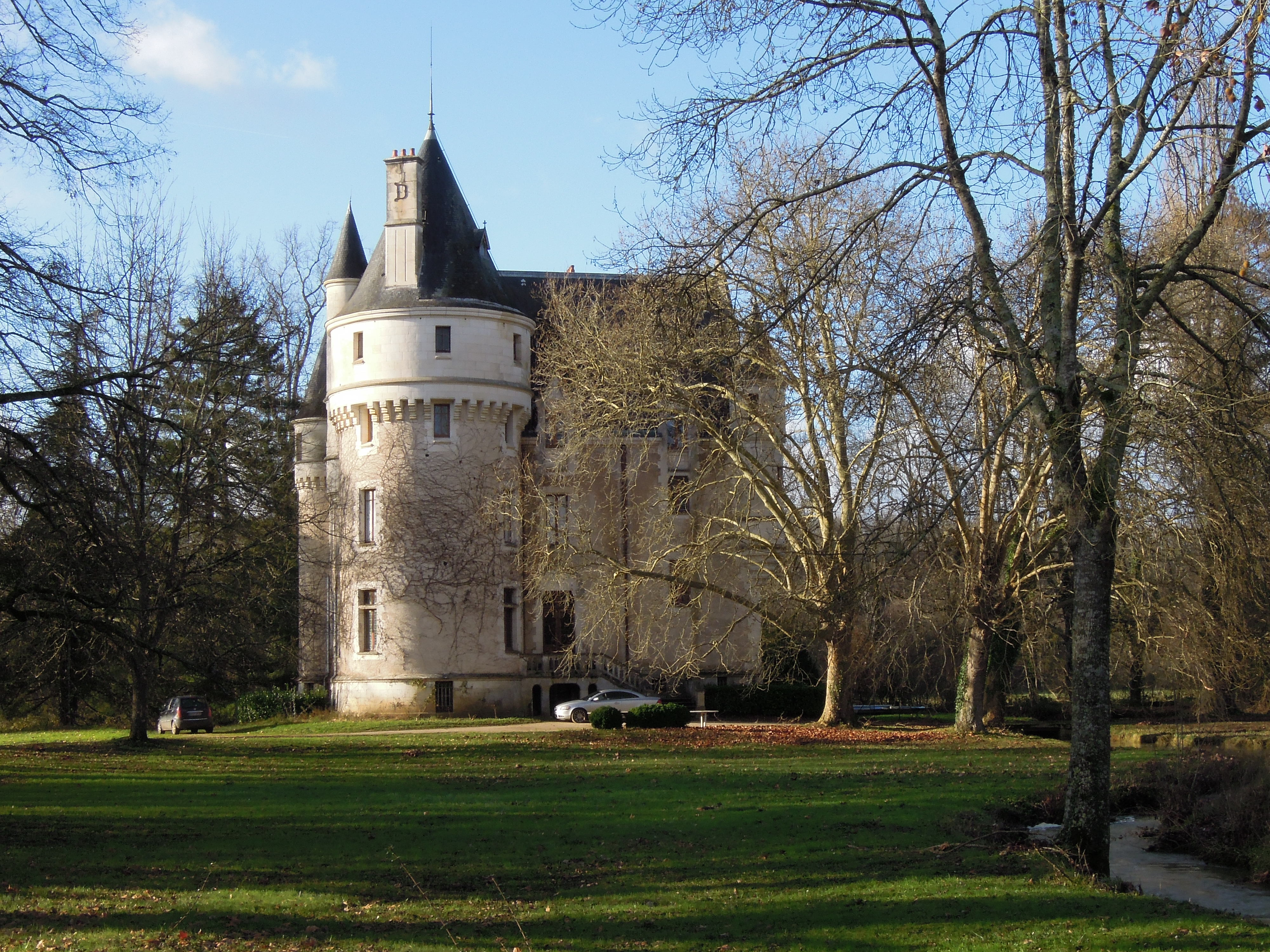
Schloss La Chaise-Saint-Éloi

- Kirche Saint-Paxent
- Schloss La Chaise-Saint-Éloi